# 쓰리 레전드 스타디움
쓰리 레전드 스타디움(3 Legends Stadium)은 미국 몬태나주 뷰트에 있는 야구장이다. 야구장은 아메리칸 리전 야구를 개최하는 2017년에 문을 열었고 2021년 여름 대학 익스페디션 리그의 마이닝 시티 토미노커스를 환영했다. 구리산 종합운동장에 위치한 이 경기장 이름은 버티에 있는 아메리칸 리전 야구의 오랜 후원자 3명을 기린다. 야구장의 경기장 이름은 마이너 필드이다.
경기장 업그레이드 계획은 "팬 경험 향상"을 위해 2020년 10월에 발표되었다. 좌석 수는 470명에서 1,300명으로 증가하였고 계획된 추가 좌석 및 편의 시설에는 관람석, VIP 좌석 공간, 좌익수 200-300명 파티 데크, 중견수 온수 욕조 구역, 짚라인이 있는 어린이 놀이 공간이 포함되었다. 2021년 4월 카운티 위원은 책임 문제로 온수 욕조 아이디어를 거부하였다.